# Трофименково (Сумский городской совет)

Трофименково (укр. Трохименкове) — село,
Песчанский сельский совет,
Сумский городской совет,
Сумская область,
Украина.
Код КОАТУУ — 5910191511. Население по переписи 2001 года составляло 40 человек .

## Географическое положение
Село Трофименково находится в 0,5 км от сёл Загорское, Гриценково (Сумский район) и Шевченково (Сумский район).